# Chia cắt (quân sự)

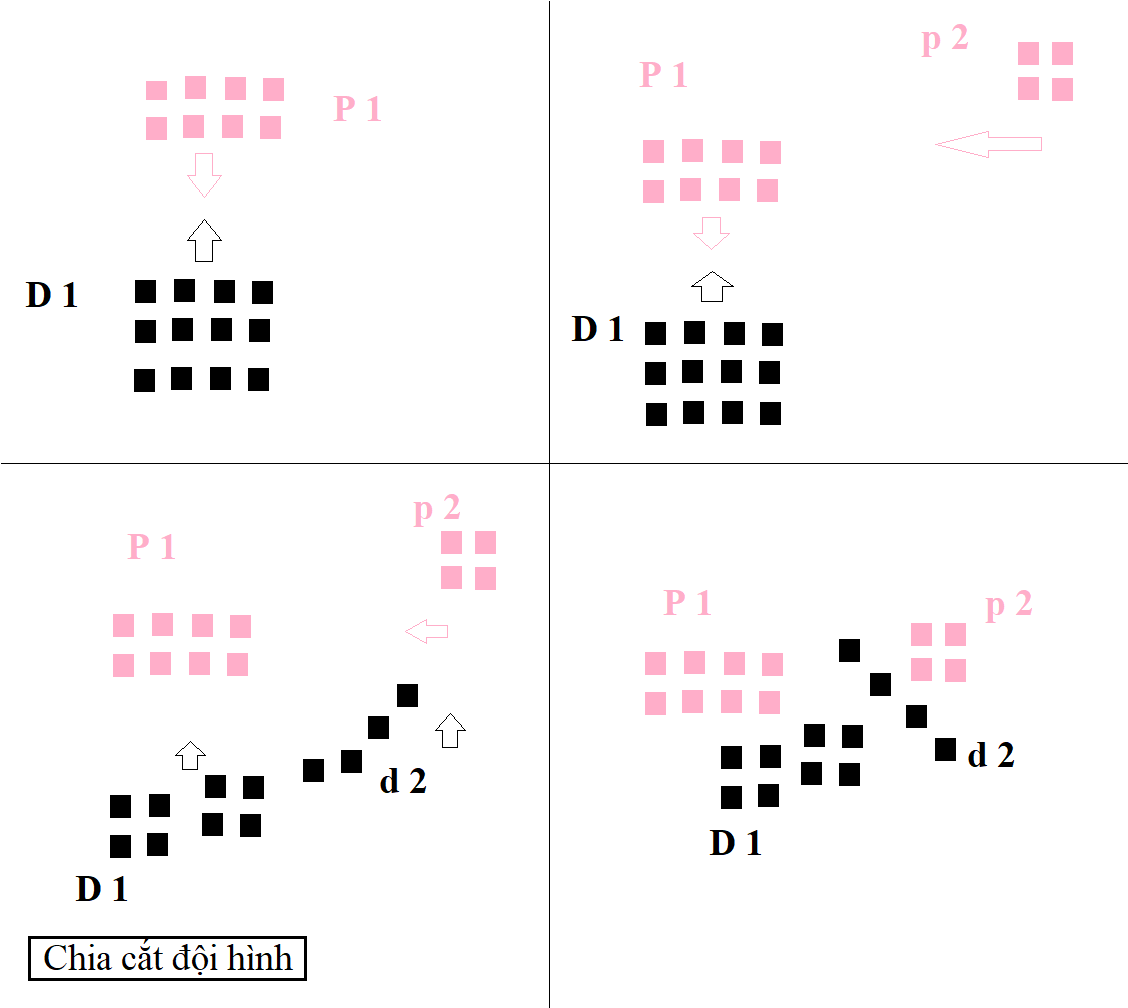
Quân D (màu đen) cơ động trong việc cắt ngang quân P (màu hồng) ngăn việc hội quân.

Chia cắt trong quân sự là hoạt động triển khai đội hình và hoạt động chiến đấu cắt ngang đội hình quân địch trên chiến trường, phân tách các lực lượng họ. Hoạt động này ngăn chặn sự phối hợp tác chiến giữa các đơn vị quân địch, bao gồm ngăn họ tổ chức lực lượng kết hợp. Việc chia cắt cũng khiến nhiều đơn vị quân địch ở một bên bị rơi vào tình thế cô lập, mất khả năng hậu cần, cũng như dễ dàng bị động về chiến thuật trong chiến đấu.
Nhiều tình huống chia cắt nguy hiểm vì sẽ đặt quân tấn công trong tình huống lưỡng đầu thọ địch và có thể phải chịu loạt tấn công gọng kìm của quân đối phương. Nghiêm trọng hơn, quân đối phương có thể cơ động di chuyển và tổ chức thành thế bao vây trên chiến trường.

## Lịch sử

### Chia cắt ở cấp độ chiến thuật
Trong Trận Trafalgar vào tháng 10 năm 1805, đô đốc Anh Nelson cho dàn chiến hạm Anh theo hai đường thẳng. Cánh trái do chính ông chỉ huy, tàu HMS Victory dẫn đầu, dẫn theo 15 tàu phía sau di chuyển xuyên qua trung tâm tuyến tàu của Pháp và Tây Ban Nha, rồi tấn công từ phía sau. Cánh phải do Collingwood chỉ huy, tàu HMS Royal Sovereign dẫn đầu, theo sau là 13 tàu chiến khác di chuyển xuyên qua bên phải đội hình đối phương và tấn công.
Trận Austerlitz diễn ra vào tháng 12 năm 1805, quân Pháp đã ra đòn tấn công quyết định nhắm vào khu vực trung tâm của liên quân Nga-Áo, giành chiến thắng.
Vào tháng 8 năm 1914, trong Trận Tannenberg, Đại tá Max Hoffmann, viên sĩ quan tổng tham mưu trưởng của quân đội Đức ở Đông Phổ cho một lực lượng kỵ binh Đức tấn công phía tây khu vực sông Vistula, thu hút các đơn vị quân Nga nhằm chia cắt Tập đoàn quân số 2 của họ.
Trong Chiến dịch Budapest từ tháng 10 năm 1944 đến tháng 2 năm 1945, quân Liên Xô và quân Đức liên tục tấn công chia cắt đội hình của nhau.
Từ tháng 4 đến tháng 6 năm 1945 diễn ra Trận Okinawa, quân Mỹ tấn công vào phần giữa đảo chính Okinawa, sau khi đổ bộ và chiếm được phần trung tâm đảo, Sư đoàn 6 Thủy quân lục chiến Mỹ tiến dần về phía bắc Okinawa, Sư đoàn 96 và 7 của Lục quân Mỹ di chuyển về phía nam.
Trận Điền Xá ngày 4 tháng 3 năm 1949, quân Việt Minh chia cắt đội hình quân Pháp trong trận đánh tại Điền Xá.
Năm 1954, khi bao vây Điện Biên Phủ, tướng Giáp đã cho quân tấn công chia cắt và diệt từng cụm cứ điểm một của quân Pháp phòng thủ.
Trận Bông Trang - Nhà Đỏ trong chiến tranh Việt Nam, ngày 24 tháng 2 năm 1966, khi quân Mỹ và Việt Nam Cộng hòa tấn công nhằm chia cắt Chiến khu D.
Trong Chiến dịch Đắk Tô - Tân Cảnh năm 1967, quân Mỹ tố chức tấn công khu vực Plei Cần và Ngọc Cam Liệt, với ý định chia cắt đội hình của Quân Giải phóng miền Nam Việt Nam và sẽ hợp vây tại khu vực Cao điểm 875.
Vào năm 1971, từ ngày 5 đến 10 tháng 3, Quân Giải phóng miền Nam Việt Nam trên hướng chính đã liên tục tấn công quân tiếp viện của Quân lực Việt Nam Cộng hòa đến giải tỏa cho Bản Đông, đánh thiệt hại nặng Trung đoàn 1 (Sư đoàn 1 Bộ binh VNCH), chia cắt đội hình QLVNCH ở Đường 9 - Bản Đông và các đơn vị bảo vệ hướng nam.

### Chia cắt ở cấp độ chiến lược

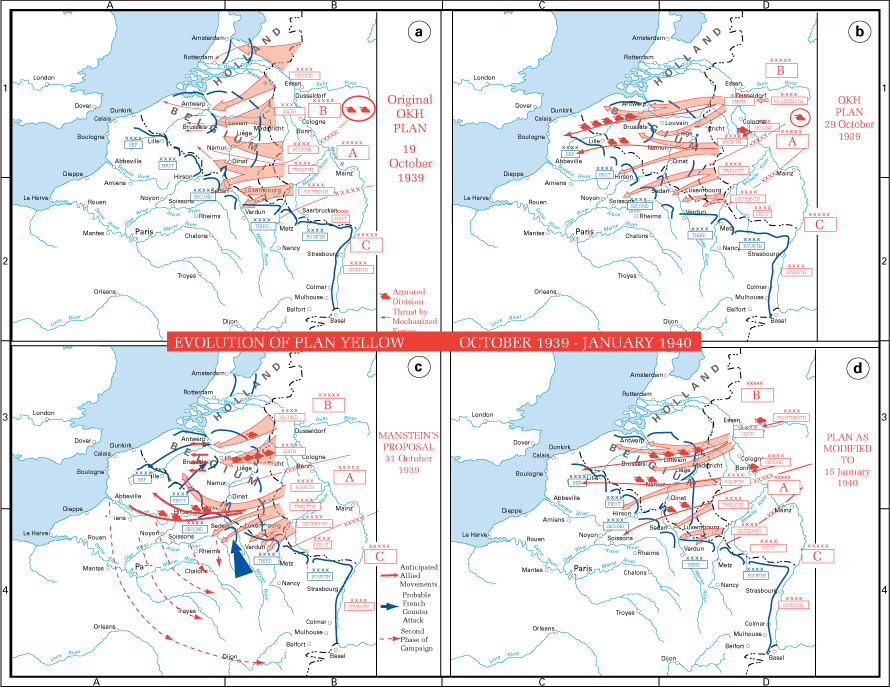
Tiến triển cuộc tấn công của Đức ở Mặt trận phía Tây năm 1940.

Trận chiến nước Pháp từ tháng 5 đến tháng 6 năm 1940, các đơn vị bọc thép của Đức đã gây bất ngờ khi vượt qua Ardennes, rồi dọc theo thung lũng Somme, cắt đứt và bao vây các đơn vị Đồng minh tại Bỉ.
Một chuỗi hoạt động quân sự của Chiến dịch Blau do Đức Quốc Xã tiến hành từ tháng 6 năm 1942 đến tháng 10 năm 1943 nhằm đánh chiếm nốt phần phía đông còn lại của vùng công nghiệp Donbass và chiếm vựa lúa mỳ lớn nhất của Liên Xô khi đó ở hạ lưu sông Đông và Volga, cắt đứt và đánh chiếm nguồn dầu mỏ quan trọng của Liên Xô tại Kavkaz, tách khu vực này ra khỏi phần còn lại của Liên Xô để mau chóng làm cho đất nước này sụp đổ. Kế hoạch của Đức huy động ban đầu 1,2 triệu lính và đã thất bại nặng nề.
Trong thời kỳ chiến tranh Việt Nam, quân Mỹ đã triển khai Hàng rào điện tử McNamara, Chiến dịch Igloo White, cũng như các cuộc không kích và chiến dịch hành quân trên bộ nhằm cắt đứt tuyến đường Hồ Chí Minh nhưng đều thất bại.
Trong chiến tranh Việt Nam, sau khi chiếm được địa bàn Tây Nguyên, quân đội cộng sản tấn công về vùng duyên hải Nam Trung Bộ, cắt đôi miền Nam Việt Nam, dẫn đến sự cô lập của Huế và Đà Nẵng đối với Sài Gòn và phần lãnh thổ còn lại ở phía nam.